# Base Carlini

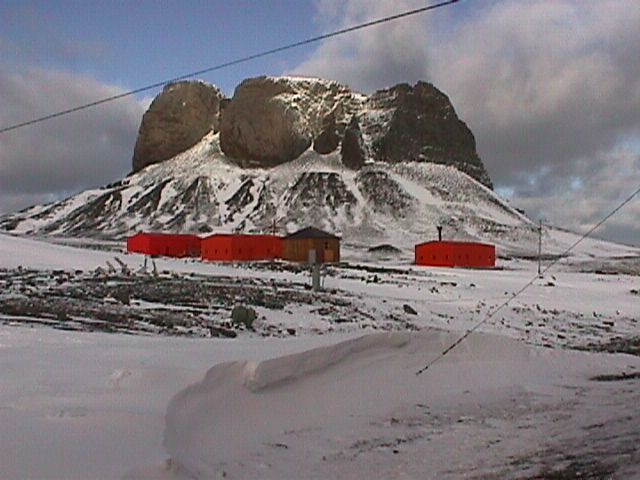
Capella i edificis de serveis al peu de la muntanya Tres Germans.

La Base Antártica Carlini és una estació científica permanent argentina situada a l'’ illa Rei Jordi (o 25 de Maig) de les illes Shetland del Sud.
Rep el nom del tinent José Jubany que morí en acte de servei l'any 1948.
Està habitada per unes 29 persones a l'hivern (2010) i per 33 a l'estiu.
Està operada i administrada per la Direccion Nacional del Antartico de l'Argentina, organisme depenent del Ministerio de Relaciones Exteriores, Comercio Internacional y Culto argentí. Els plans cientifics són implementats i supervisats pel Instituto Antartico Argentino. El Comando Antártico de Ejército de l'Argentina subministra el personal que hi passa l'hivern.

## Història
En la campanya antàrtica d'estiu (CAV) 1953/54, i per establir una estació de suport aeronaval per a màquines amfíbies en la badia Guardia Nacional s'escollí caleta Potter, en la regió sud-occidental de l'illa 25 de Mayo (o King George Island), de les illes Shetland del Sud.
El refugi establert el 21 de novembre de 1953, inicialment es va dir Potter i després Estación Aeronaval Caleta Potter. Els pilots que interveniren en aquella campanya van proposar que la base aeronaval portés el nom de l'aviador José Jubany, mort en acte de servei a la província de Santa Cruz el 14 de setembre de 1948, i l'estació va passar a ser nomenada Teniente Jubany.
En la CAV 1957/58, dos grups de científics del Instituto Antártico Argentino, realitzaren tasques d'aixecament geològic de la zona prenent mostres petrogràfiques i paleontològiques i estudis per investigar el moviment d'ascens de la zona.
L'actual base va ser inaugurada el 12 de febrer de 1982 sota el nom d'Estación Científica Teniente Jubany actualment rep el nom oficial de Base Antártica Jubany.
L'11 d'abril del 2005 es va inaugurar la Sala del Bicentenario, amb 53 butaques, primera sala cinematogràfica en el continent Antàrtic. La base disposa d'11 construccions per allotjar el personal.
A la península Potter, prop de la base, hi ha els refugis Albatros i Elefante, que en depenen.

## Geografia
Es troba al marge oriental de la caleta Potter de l'illa S'hi albiren El cerro Tres Hermanos (210 m), el nunatak Yámana i la glacera Fourcade.
A prop hi ha llacunes d'aigua dolça. A l'estiu a la zona de la base no hi ha neu ni gel.

## Clima
Té clima antàrtic però un poc menys rigorós que el general. A l'estiu la temperatura està al voltant del -2 i -3 °C i durant l'hivern entre els -10 °C i -20 °C.
En general les precipitacions són de neu encara que a l'estiu hi pot haver plugims líquids.

## Recerca científica

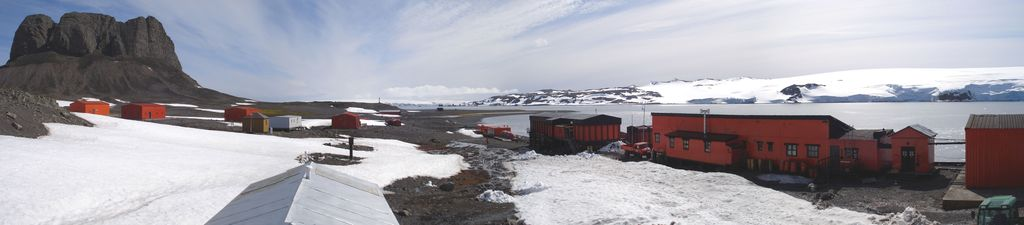
Vista de la base Jubany a l'estiu.

S'investiga el CO₂, sismologia,
mamífers i aus entre d'altres.